# Хасеки Султан (квартал)
„Хасеки Султан“ (на турски: Haseki Sultan) е квартал на Истанбул, разположен в градска околия Фатих. Общата му площ е 0,29 км2. Според данни на Адресната система за регистриране на населението (ABPRS) към 2024 г. населението на „Хасеки Султан“ е 8692 жители.